# Hier spreken a.u.b.
Hier spreken a.u.b. is een driedelig hoorspel van Ger Verrips. De VARA zond het uit op woensdag 8, 15 en 22 februari 1978, van 16:03 uur tot 16:50 uur, met illustratieve muziek door Cees Smal (trompet) en een combo bestaande uit Jan Huydts (piano), Peter Ypma & Frank Noya. De regisseur was Ad Löbler.

## Rolbezetting
- Hans Dagelet (Marius de Munnik)
- Olaf Wijnants (de jonge Marius)
- Frans Somers, Floor Koen & Siem Vroom (de drie bewaarders)
- Wim Kouwenhoven (rechercheur)
- Eva Janssen & Huib Orizand (de ouders)
- Willy Brill (de lerares)
- Joop van der Donk (de postbeambte)
- Gerrie Mantel (Marion, een leerlinge)
- Donald de Marcas (de pianoleraar)
- Joop van der Donk (de postambtenaar)
- Bob Goedhart (de chef)
- Dick Scheffer (Kalman)
- Ineke ter Heege (de koffiejuffrouw)
- Jan Wegter (de orkestleider)
- Bernard Droog (de raadsman)
- Cees van Ooyen (de man in de nachtclub)

## Inhoud
In dit hoorspel gaat het over Marius de Munnik, een jonge man die zo’n grote angst heeft om te gaan stotteren dat hij dichtklapt als hij iets moet zeggen. Na in een bar iemand een flinke dreun te hebben gegeven (die nadien een rechercheur bleek te zijn die hem enige vragen wilde stellen), komt hij in de gevangenis terecht. Daar mag hij gelukkig wel z’n trompet houden, zodat hij af en toe kan oefenen. Een van de bewaarders blijkt ook nog een geschikte kerel…